# فرشاد نور
فرشاد نور (زادهٔ ۲ اکتبر ۱۹۹۴) بازیکن اهل افغانستان است که در حال حاضر در باشگاه فوتبال نئا سلامیس فاماگوستا در لیگ دسته اول فوتبال قبرس بازی می‌کند. وی همچنان کاپیتان تیم ملی فوتبال افغانستان است.

## دوره جوانی
او در فصل ۲۰۰۴-۲۰۰۵ به تیم نونهالان پی اس وی آیندهوون پیوست.

## باشگاهی
از باشگاه‌هایی که در آن بازی کرده‌است می‌توان به پی‌اس‌وی آیندهوون، رودا جی‌سی کرکراد و باشگاه فوتبال اسکیلستونا اشاره کرد.

## تیم ملی
اولین بازی ملی فرشاد نور برای تیم زیر ۱۷ سال هلند در برابر تیم زیر ۱۷ ساله های ایتالیا بوده است.
وی همچنین در ۲۰ سالگی درتیم ملی فوتبال افغانستان بازی کرده است.
نور تا حال ۱۹ بازی برای افغانستان به زمین رفته که ثمر کارش ۵ گل و ۴ پاس بوده است.